# Список концертных туров Бритни Спирс
Список концертных туров американской певицы Бритни Спирс.

## Концертные туры
| 1999–2000 | ...Baby One More Time Tour ($35,000,000)          | 28 июня 1999 – 20 апреля 2000 (Северная Америка) | 80 |
| ...Baby One More Time Tour — дебютный концертный тур Спирс, который был организован в поддержку её дебютного одноимённого студийного альбома. Певица разработала сцену и работала над созданием костюмов с Джиа Вентола. Во время концертов 1999 года Спирс пела ряд кавер-версий известных артистов, таких как Мадонна, Джанет Джексон и Journey. В продолжение тура 2000 года, состоящее из 24 шоу, названное Crazy 2K были включены песни из её второго студийного альбома Oops!... I Did It Again. В основном тур получил положительные отзывы от критиков, которые называли выступления Спирс "уверенными и энергичными". Также она получила обвинения в исполнении песен под фонограмму, которые она не подтверждала и не опровергала. В сочетании с (You Drive Me) Crazy Tour, тур имел общий доход $35 млн.                                             |                                                   | |    |
| 2000–2001 | Oops!... I Did It Again Tour ($52,143,517)        | 20 июня 2000 – 20 сентября 2000 (Северная Америка) 8 октября 2000 – 21 ноября 2000 (Европа) 18 января 2001 (Бразилия)                                                                                                  | 83 |
| Oops!... I Did It Again World Tour — первый мировой концертный тур Спирс, во время которого она посетила Северную Америку, Европу и Бразилию. Шоу было более сложным, чем в её предыдущем туре; в него были включены пиротехнические и другие специальные эффекты. Рецензисты хвалили тур, добавляя что "концерт доказал, что многое из её критики является вне базы наблюдения от людей, которые фактически никогда не присутствовали на её шоу." Концертные промоутеры SFX Entertainment гарантировали Спирс $200.000 за шоу до того, как начался тур, и билеты на некоторые концерты были распроданы за один день. Кассовые сборы Oops!... I Did It Again World Tour составили $52.143.517, а посещаемость 1 452 014 млн. человек, что сделало тур вторым самым прибыльным сольным туром года.                                                               |                                                   | |    |
| 2001–2002 | Dream Within a Dream Tour ($58,248,253)           | 1 ноября 2001 – 21 декабря 2001 (Северная Америка) 25 апреля 2002 (Япония) 24 мая 2002 – 28 июля 2002 (Северная Америка)                                                                                               | 66 |
| Dream Within a Dream Tour — третий концертный тур Спирс, организованный в поддержку её третьего студийного альбома Britney. Concert West был выбран в качестве промоутера после нашумевшей борьбы с Clear Channel Entertainment. Часть билетов была подарена детям, пострадавшим от террористических актов 11 сентября 2001 года. Название тура происходит от стихотворения с таким же названием, написанного Эдгаром Алланом По, а тема шоу пришла к певице с возрастом и вновь обретённой независимостью. Выступления сопровождались множеством экстравагантных спецэффектов – во время выхода на бис был использован водный экран, который закачивал две тонны воды на сцену. Хотя критики утверждали, что инновации отвлекали внимание от музыки, тур был коммерчески успешен; кассовые сборы составили $58.248.253, а посещаемость 1 018 925 млн. человек. |                                                   | |    |
| 2004 | The Onyx Hotel Tour ($35,269,850) (Canceled)      | 2 марта 2004 – 14 апреля 2004 (Северная Америка) 26 апреля 2004 – 6 июня 2004 (Европа) | 53 |
| The Onyx Hotel Tour — четвёртый концертный тур Спирс в поддержку её четвёртого студийного альбома In the Zone. В основном шоу вдохновлено бродвейскими мюзиклами и фильмами Джоэла Шумахера и Тима Бёртона. Критики высоко оценили тур и описали как "театральную феерию", сравнивая его с шоу Мадонны, такими как The Girlie Show World Tour. Концерты посещала более зрелая аудитория, чем в её предыдущих турах, в результате чего была медленная продажа билетов. В связи с травмой колена, полученной Спирс во время съёмок видеоклипа, после второй части тур был отменён. Кассовые сборы составили $35.269.850 . |                                                   | |    |
| 2009 | The Circus Starring Britney Spears ($135,001,619) | 3 марта 2009 – 5 мая 2009 (Северная Америка) 3 июня 2009 – 26 июля 2009 (Европа) 20 августа 2009 – 27 сентября 2009 (Северная Америка) 6 ноября 2009 – 29 ноября 2009 (Австралия)                                      | 97 |
| The Circus Starring Britney Spears — шестой концертный тур Спирс, организованный в поддержку её шестого студийного альбома Circus. Сцена была круглая и напоминала настоящую цирковую арену. Через неделю после объявления тура было продано 500.000 билетов, что побудило промоутеров добавить больше дат концертов. Также тур побил рекорды по посещаемости во многих городах, и все билеты на североамериканские шоу были распроданы. С доходом $135.001.619 млн. он стал пятым самым прибыльным туром 2009 года и шестым самым прибыльным женским туром всех времён. Шоу произвело спор по поводу австралийской части тура, после того как репортёр сказал, что большое количество поклонников выходило во время выступления. Тем не менее, позже менеджмент и промоутеры Спирс отрицали это.                                                               |                                                   | |    |
| 2011 | Femme Fatale Tour ($68,700,000)                   | 16 июня 2011 – 25 августа 2011 (Северная Америка) 22 сентября 2011 – 9 ноября 2011 (Европа) 11 ноября 2011 (Азия) 15 ноября 2011 – 28 ноября 2011 (Южная Америка) 1 декабря 2011–10 декабря 2011 (Центральная Америка) | 79 |
| Femme Fatale Tour — седьмой концертный тур Спирс в поддержку её седьмого студийного альбома Femme Fatale. Тур занял 19-е место в списке журнала Billboard Топ-27 туров 2011 года. В Северной Америке он был четырнадцатым самым прибыльным туром 2011 года, доход которого составил $38.3 млн., а средняя посещаемость концерта 9 196 человек. Во всём мире Femme Fatale Tour был одиннадцатым самым прибыльным туром 2011 года с доходом $68.7 млн. 697 957 поклонников по всему миру посетили шоу; средняя посещаемость концерта составила 8 724 человека, а средняя цена билета $98.43. |                                                   | |    |
| 2017 | Britney Spears: Live in Concert                   | 3 июня 2017 — 3 июля 2017 (Азия) | 11 |
| Britney Spears: Live in Concert —девятый концертный тур Бритни Спирс в поддержку её девятого студийного альбома Glory и для международного продвижения её шоу-резиденции Britney: Piece of Me. |                                                   | |    |

## Шоу-резиденция
| Год | Название             | Длительность                              | Концерты |
| --- | -------------------- | ----------------------------------------- | -------- |
| 2013–18 | Britney: Piece of Me | 27 декабря 2013 – 2018 (Северная Америка) | 250      |
| Britney: Piece of Me — первое шоу-резиденция Спирс. Концерты будут проходить в течение двух лет в реконструированной аудитории Planet Hollywood Resort & Casino в Лас-Вегасе. |                      |                                           |          |
| 2019 | Britney: Domination  | 13 февраля 2019 - ....                    | 32       |
| Britney: Domination - вторая шоу-резиденция Бритни. Концерты были запланированы в легендарном The Park Theater в Лас-Вегасе.Спирс объявила о работе над резиденцией в октябре 2018 года. Но 5 января 2019 года на своей официальной странице в инстаграм, певица сообщила, что работа над шоу приостановлено, на не определенный срок. |                      |                                           |          |

## Промотуры
| 1998 | L'Oreal Hair Zone Tour | Июнь 1998 – август 1998 (Северная Америка)         | Неизвестно |
| После того как Спирс закончила запись своего первого альбома в Швеции, она начала промотур в торговых центрах по всей территории Соединённых Штатов; такой же метод использовался для продвижения поп-певиц 1980-х годов, таких как Дебби Гибсон и Тиффани. Выступление Спирс состояло из четырёх песен, которые она исполняла в сопровождении двух танцоров. Тур был признан успешным. |                        |                                                    |            |
| 1998 | 'N Sync in Concert     | 17 ноября 1998 – 17 января 1999 (Северная Америка) | 40         |
| Спирс выступала на разогреве у поп-группы 'N Sync. Она открывала шоу в 40 городах США, таких как Атланта, Кливленд, Сент-Луис и Миннеаполис. |                        |                                                    |            |